# Korthalsella degeneri
Korthalsella degeneri är en sandelträdsväxtart som beskrevs av Danser. Korthalsella degeneri ingår i släktet Korthalsella och familjen sandelträdsväxter. Inga underarter finns listade i Catalogue of Life.